# Morgensjön
Morgensjön är en sjö i Gislaveds kommun i Småland och ingår i Nissans huvudavrinningsområde. Sjön har en area på 0,159 kvadratkilometer och ligger 170,4 meter över havet. Sjön avvattnas av vattendraget Lillån.

## Delavrinningsområde
Morgensjön ingår i det delavrinningsområde (634968-136033) som SMHI kallar för Mynnar i Nissan. Medelhöjden är 174 meter över havet och ytan är 37,57 kvadratkilometer. Det finns inga delavrinningsområden uppströms utan avrinningsområdet är högsta punkten. Lillån som avvattnar avrinningsområdet har biflödesordning 2, vilket innebär att vattnet flödar genom totalt 2 vattendrag innan det når havet efter 100 kilometer. Delavrinningsområdet består mestadels av skog (72 procent) och sankmarker (10 procent). Avrinningsområdet har 0,53 kvadratkilometer vattenytor vilket ger det en sjöprocent på 1,4 procent. Bebyggelsen i området täcker en yta av 0,38 kvadratkilometer eller 1 procent av avrinningsområdet.